# Metastelma cuneatum
Metastelma cuneatum är en oleanderväxtart som beskrevs av T. S. Brandegee. Metastelma cuneatum ingår i släktet Metastelma och familjen oleanderväxter. Inga underarter finns listade i Catalogue of Life.